# Welche
Pour les articles ayant des titres homophones, voir Welsh et Welsch.
Le welche, ou welsche, est le nom donné par ses propres locuteurs au dialecte lorrain roman parlé en Alsace dans le pays welche, dans l'ouest du Haut-Rhin, spécialement dans l'arrondissement de Ribeauvillé, et dans l'extrême sud-ouest du Bas-Rhin.

## Le terme «welche»
Welsch, en allemand, est un mot qui signifie « étranger parlant une langue non-germanique », qui a désigné à l'origine des peuples de langue celtique, puis de langue romane. Ce mot peut avoir une connotation péjorative et a la même étymologie que Wales, Walcheren, Wallons, Walchengau, Walchensee ou Valaques : la forme adjective du germanique westique Walha + suffixe d'adjectif -isk (-ish en anglais, -isch en allemand). Les mots Gaule et gaulois en français procèdent du même étymon germanique. L'origine du terme germanique walha semble être le nom du peuple celtique des Volques au contact des Germains en Allemagne du sud, avant leur départ pour la Gaule méridionale.
Les Alsaciens de langue alémanique ont appelé ainsi les Alsaciens de langue romane qui habitaient les hautes vallées vosgiennes. Ce mot est utilisé pour nommer toutes les populations de langue romane, que ce soit en Alsace, en Moselle ou pour désigner les Français de « l'intérieur ». On le constate aussi dans la toponymie en Lorraine avec Welschoth / Audun-le-Roman opposé à Tütschoth / Audun-le-Tiche ou Welschnied / Nied française et Tütschnied / Nied allemande. Ce terme est attesté dès le XVIe siècle chez les greffiers de langue alémanique qui l'emploient pour désigner les habitants de la région de Schirmeck. Ce même mot fut introduit par Voltaire dans le français littéraire pour désigner péjorativement les Français. Curieusement, les intéressés ont adopté le terme pour se désigner eux-mêmes, comme l'ont fait, à l'autre bout de la France, dans le Sud-Ouest, les Gavaches de la Gironde septentrionale (pays Gabay ou grande Gavacherie) et de l'Entre-deux-Mers (petite Gavacherie ou Gavacherie de Monségur), gens de langue d'oïl que leurs voisins gascons avaient surnommés « Gabais » ou « Gavaches », c'est-à-dire à peu près « sauvages ».
Vers 1862, à Strasbourg même, les gens du peuple désignaient encore les Français de l'intérieur sous le nom de Welches. Ce nom était également utilisé à la même époque par certains montagnards alsaciens pour désigner les Lorrains de manière injurieuse.

## Le welche aujourd'hui
Diverses initiatives tentent de garder vie à ce dialecte. En effet, le hameau de Tannach a monté un spectacle comique dans cette langue. Dans le Bas-Rhin, Neuviller-la-Roche et Steige ainsi que dans le Haut-Rhin, dans le Val d'Orbey, des rencontres « tables de patois » sont régulièrement organisées.
En 1999, le musicien Rodolphe Burger et l'écrivain Olivier Cadiot ont publié sous forme de disque une « performance » consacrée à la langue welche.
En Suisse, Welsch est le surnom familièrement donné par les Suisses alémaniques aux Romands.
En Alsace, Le Pays Welche regroupe 5 communes dans le Canton de Lapoutroie : Fréland, Le Bonhomme, Orbey, Lapoutroie et Labaroche. Le patois welche y est encore couramment utilisé. Le Musée du Pays Welche retrace l'histoire et les coutumes de ses habitants. La Société d’Histoire du Canton de Lapoutroie  - Val d’Orbey regroupe toute une série de publications et de dictionnaire Français / Welche.

## Origines du parler welche
Les vallées welches le sont vraisemblablement depuis très longtemps et n'ont pas toutes la même histoire. On peut néanmoins tenir pour possibles trois apports successifs de population romane :
- des peuplades gallo-romaines venues de la plaine alsacienne auraient fui les invasions germaniques au IIIe et au IVe siècle pour grossir les peuplements plus anciens de ces vallées. Des toponymes romans datant de l'époque carolingienne plaident en faveur de cette hypothèse, mais les traces archéologiques sont inexistantes (à l'exception des fonderies gallo-romaines de Saâles) ;
- des monastères et abbayes lorrains possédant des terres sur le versant alsacien ont peut-être incorporé à ce fond roman des paysans venus de Lorraine parlant un dialecte roman. Ces possessions sont attestées dès le VIIIe siècle ;
- l'Alsace est conquise par Louis XIV au terme des traités de Westphalie (1648) et de Nimègue. Pour cela il s'est allié aux Suédois, lesquels se retirent en 1635 en laissant la place aux Français, mais l’Alsace (comme la Lorraine) est traversée par une multitude de troupes qui pillent et attaquent villages et villes. La population est dispersée et succombe à la malnutrition : elle perd 66 % de son effectif du nord au sud de la province, avec près de 80 % de perte dans le Sundgau. Les troupes alliées et les Impériaux pillent les régions du vignoble et les vallées « intéressantes » ; c'est-à-dire avec château ou couvent et prieuré : ainsi du nord au sud ce sont les vallées de Sainte-Marie-aux-Mines (château et prieuré), de Kaysersberg (couvent de Pairis à Orbey) ainsi que la vallée plus au sud (Muhlbach) qui sont détruites à 100 %. Bien qu’aucun bâtiment conventuel ne se trouve dans la vallée de la Bruche, celle-ci perd les 4/5 de sa population. Les vallées welches vont « conserver » leur dialecte roman d’une part et essentiellement à la faveur des survivants et d’autre part grâce à une immigration très parcellaire de Vosgiens voisins de la région de Gérardmer, Cornimont et Saint-Dié, dans la mesure où ces derniers ont l’autorisation de leurs seigneurs de quitter leur terre (elles-mêmes très appauvries) pour d’autres. Une autre population plus lointaine apparaît à son tour dans les vallées vosgiennes dès le début des années 1650, de langue alémanique et de religion réformée : les suisses du canton de Berne. Mais aussi vers 1700 celle de mineurs et de métallurgistes de religion catholique venus d’Autriche, également de langue alémanique.

Les conséquences visibles à la fin du XVIIe siècle sont donc celles d’une vitalité plus forte pour les populations alsaciennes des piémonts qui éliminent la présence welche à Urmatt et à Grendelbruch et qui repoussent — par exemple — la limite linguistique plus haut dans la vallée de la Bruche à Natzwiller. 
Ainsi, de nos jours, des noms des villages demeurent romans (Lapoutroie, Fréland, Orbey, Haute-Goutte, Belmont, Fouday, etc.) contrastant avec les communes voisines de Kaysersberg, Alspach, Ammerschwihr, etc., ou Lutzelhouse, Russ, Hersbach, Schirmeck, Wildersbach, Waldersbach qui sont pourtant et historiquement de langue romane ![Interprétation personnelle ?]
De même les noms de famille d'origine vosgienne : Petitdemange, Didierjean, Batot (que l'on retrouve dans le département des Vosges) contrastant avec les Muller, Meyer et autres Schmidt de la plaine, etc., mais les Holveck, Grosheins, Hazemann du Ban de la Roche demeurent de dialecte lorrain.

## Classification Linguasphere
L'observatoire linguistique Linguasphere distingue cinq variantes :
- haute vallée de la Bruche (Bas-Rhin) ;
- val de Villé (Bas-Rhin) ;
- vallée de Lièpvre (Haut-Rhin) ;
- vallée de Kaysersberg (Haut-Rhin) ;
- val d'Orbey (Haut-Rhin).

#### Sur l'histoire
- Histoire de la commune d'Orbey et de sa langue
- Article de The Guardian sur le parler welche (en anglais)
- Article du journal suisse Le temps

#### Sur la langue elle-même
- Le patois welche
- Glossaire
- Le Patois Vosgien de la Vallée de la Bruche